# Hermann Oppenheim
Hermann Oppenheim (ur. 1 stycznia 1858 w Warburgu, zm. 5 maja 1919 w Berlinie) – niemiecki lekarz neurolog.

## Życiorys
Urodził się 1 stycznia 1858 roku w Warburgu w Westfalii, jako syn Judy Oppenheima (1824–1891), nauczyciela w szkole lokalnej małej wspólnoty żydowskiej, i jego żony Cäcilie. Po ukończeniu szkoły prowadzonej przez ojca rozpoczął naukę w miejscowym Gymnasium Marianum. Następnie studiował medycynę na uniwersytetach w Berlinie, Getyndze i Bonn. Karierę naukową rozpoczął jako asystent Carla Westphala w berlińskim szpitalu Charité. Prowadził klinikę w zastępstwie Westphala gdy ten zachorował, i po jego śmierci w 1890 wysunięto kandydaturę Oppenheima na katedrę neurologii. Ministerstwo nie wyraziło jednak zgody na profesurę z powodu żydowskiego pochodzenia uczonego, który opuścił wtedy klinikę. W 1891 otworzył prywatny szpital w Berlinie, który szybko zdobył dużą popularność.
3 kwietnia 1891 roku poślubił 22-letnią Marthę z domu Oppenheimer, córkę handlarza końmi Levy'ego Oppenheimera z Hanoweru. Syn Hans Oppenheim (1892–1965) w 1933 roku wyemigrował do Anglii, gdzie był dyrygentem operowym. Następnie przeniósł się do Szkocji i zmarł bezdzietnie 19 sierpnia 1965 roku w Edynburgu.
Zmarł 5 maja 1919 roku w Berlinie. Wspomnienia o nim napisali Richard Cassirer, Hugo Liepmann, Rudolf Finkelnburg. 
Z okazji setnej rocznicy urodzin wspomnieniowy artykuł napisał współpracownik Oppenheima, Arthur Stern. W ostatnich latach opublikowano szereg opracowań dotyczących roli Oppenheima w historii niemieckiej neuropsychiatrii.

## Dorobek naukowy
Na studiach zainteresował się fizjologią. Pierwsze jego prace dotyczyły metabolizmu mocznika, opublikował je wraz z Nathanem Zuntzem. W kolejnych pracach podejmował zagadnienia zapaleń nerwów, porażenia opuszkowego i wiądu rdzenia.
W 1889 przedstawił pracę na temat urazów układu nerwowego, która spotkała się z krytyką m.in. Charcota, Mendla i Nonne'a. Oppenheim uważał, że urazy i wywołane przez nie zmiany organiczne mogą wywołać zmiany psychiczne. W 1894 opublikował klasyczny już podręcznik chorób neurologicznych zatytułowany Lehrbuch der Nervenkrankheiten für Ärzte und Studierende. Książka była kilkukrotnie wznawiana w Niemczech, tłumaczona na angielski, rosyjski, włoski i hiszpański. W pracy naukowej poczynił wiele istotnych spostrzeżeń dotyczących kiły ośrodkowego układu nerwowego, alkoholizmu, polio, stwardnienia rozsianego. 
Razem z Fedorem Krausem dokonał pierwszej udanej operacji usunięcia guza przysadki. W 1896 opublikował książkę na temat neurochirurgii, w której zebrał swoje pionierskie doświadczenia na tym polu. W 1910 jako jeden z pierwszych leczył kiłę ośrodkowego układu nerwowego salwarsanem.
Wprowadził określenie dystonia musculorum deformans na opisaną przez siebie chorobę, znaną dziś jako dystonia torsyjna, dystonia Oppenheima lub zespół Ziehena-Oppenheima, od nazwiska psychiatry Theodora Ziehena z którym Oppenheim współpracował. Amyotonia congenita określana jest niekiedy jako choroba Oppenheima. Nazwą zespołu Oppenheima określano stwardnienie rdzenia kręgowego związane z guzem przysadki. W 1902 roku opisał objaw występujący w uszkodzeniu dróg piramidowych, znany dziś jako objaw Oppenheima.

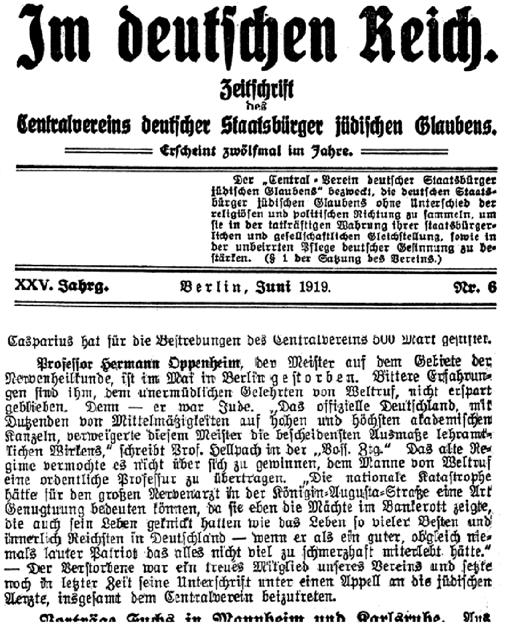
Nekrolog Hermanna Oppenheima w „Im deutschen Reich”, czerwiec 1919

## Wybrane prace
- Die traumatischen Neurosen. Berlin: Hirschwald 1889
- Die myasthenische paralyse (Bulbärparalyse ohne anatomischen Befund). Berlin: S Karger, 1901
- Ueber Hyperaesthesia unguium (Onychalgia nervosa)[9]. (1903)
- Lehrbuch der Nervenkrankheiten für Ärzte und Studierende. Berlin: S Karger, 1910
- Stand der Lehre von den Kriegs- und Unfallneurosen. 1918
- Zum nil nocere in der Neurologie. Berl klin Wochenschr 47, 198-201 (1913)